# Roman Lis
Roman Lis (ur. 1947 w Przemyślu, zm. 2023 w Paryżu) – polski poeta i prozaik, od 1988 zamieszkały we Francji. W latach 1969–1975 członek grupy literackiej Zniesienie. Od 2016 członek Związku Pisarzy ze Wsi. Bohater książki Marty Zelwan, Miejsce na rzeczywistość (2020).

## Dzieła
- Opis walki za wstęp, Krajowa Agencja Wydawnicza, 1979 [wiersze].
- Instytut Hegemonii Człowieka, Podkarpacki Instytut Książki i Marketingu, 2021 [utwory prozatorskie].